# Sunthorn Hongladarom

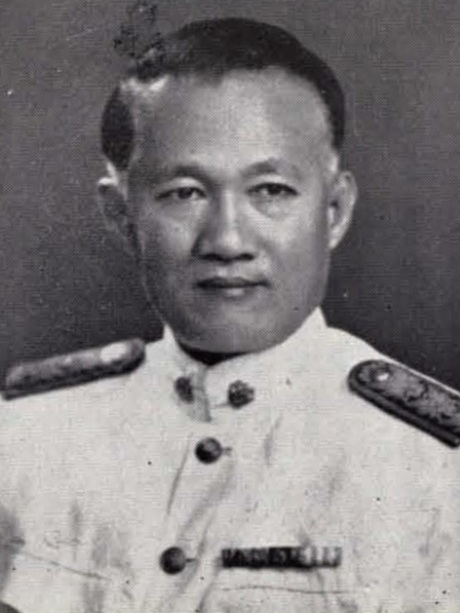
Sunthorn Hongladarom (1959)

Sunthorn Hongladarom (Thai: นายสุนทร หงส์ลดารมภ์, * 23. August 1912 in Nakhon Sawan; † 16. September 2005) war ein thailändischer Diplomat und Politiker. Er war von 1959 bis 1965 thailändischer Finanzminister, von 1965 bis 1968 Wirtschaftsminister. Von 1972 bis 1977 war er Generalsekretär der SEATO und von 1977 bis 1978 stellvertretender Ministerpräsident Thailands.

## Biografie
Nach dem Besuch thailändischer Schulen setzte er seine Schulausbildung ab 1930 in England am Weymouth College und danach am Brighton College fort. Ab 1933 studierte er an der University of Cambridge, an der 1936 zunächst einen Bachelor of Arts (B.A.) erwarb. Ein anschließendes postgraduales Studium an der Cambridge University schloss er 1939 mit einem Master of Arts (M.A.) ab.
Nach seiner Rückkehr nach Thailand wurde er 1939 Mitarbeiter im Erziehungsministerium und dann zwischen 1943 und 1946 Leiter der Auswärtigen Abteilung im Informationsamt. Während der Regierung von Thawan Thamrongnawasawat wurde er 1946 Assistent des Generalsekretärs des Ministerrats, von 1948 bis 1950 war er Stellvertretender Generalsekretär des Ministerrates (Regierung von Plaek Phibunsongkhram). Danach war er zwischen 1950 und 1957 Generalsekretär des Nationalen Wirtschaftsrates, ehe er von 1957 bis 1959 als thailändischer Botschafter in der Föderation Malaya stationiert war.
Sunthorn Hongladarom wurde nach seiner Rückkehr nach Bangkok im Februar 1959 von Premierminister Feldmarschall Sarit Dhanarajata zuerst zum Wirtschaftsminister sowie kurz darauf am 1. Mai 1959 zum Finanzminister in dessen Regierung berufen und bekleidete dieses Amt auch in der darauf folgenden Regierung von Premierminister Feldmarschall Thanom Kittikachorn bis zum 8. Juli 1965. Daneben übte er einige weitere Ämter zeitgleich aus und war unter anderem Vertreter im Direktorium der Internationalen Bank für Wiederaufbau und Entwicklung (IBRD) und 1959 bei der Internationalen Finanz-Corporation (IFC). Außerdem vertrat er die Interessen Thailands 1960 im Direktorium des Internationalen Währungsfonds (IWF) und war 1961 Vorsitzender von IBRD, IFC und IWF. 1963 wurde er außerdem Stellvertretender Entwicklungsminister.
Nach einer Regierungsumbildung wurde er am 8. Juli 1965 wiederum Wirtschaftsminister und behielt dieses Amt bis zu seinem Rücktritt und seiner Ablösung durch Pote Sarasin am 10. Februar 1968. Daneben war er von 1966 bis 1968 Rektor der Universität Chiang Mai.
1969 wurde Sunthorn zum Botschafter in den Vereinigten Staaten ernannt. Diesen Posten bekleidete er bis zum 5. September 1972. Nachfolger als Botschafter wurde der bisherige Botschafter in Kanada, Anand Panyarachun.
Vom 5. September 1972 bis zum 30. Juni 1977 war Sunthorn fünfter und zugleich letzter Generalsekretär der SEATO. Anschließend hatte er von im Kabinett von General Kriangsak Chomanand von November 1977 bis Mai 1979 das Amt des Stellvertretenden Ministerpräsidenten inne.